# Wsewolod Nikolajewitsch Merkulow

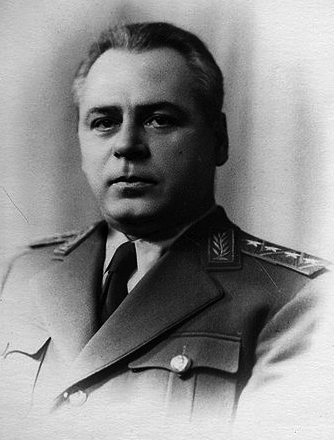
Merkulow im Jahr 1945 als Armeegeneral

Wsewolod Nikolajewitsch Merkulow (russisch Всеволод Николаевич Меркулов; * 25. Oktoberjul. / 6. November 1895greg. in Sakataly, Gouvernement Tiflis; † 23. Dezember 1953 in Moskau) war als sowjetischer Geheimdienstfunktionär in führender Rolle an den stalinschen Säuberungen sowie am Massaker von Katyn beteiligt und bekleidete nach dem Zweiten Weltkrieg Ministerämter. Er wurde im Zuge des Machtkampfes nach dem Tod Stalins erschossen.

## Leben
Merkulow entstammte einer russischen Offiziersfamilie, sein Vater Nikolai Alexandrowitsch Merkulow (1848–1908) entstammte dem russischen Adel, seine Mutter Ketowan Nikolajewna Zinamdsgwrischwili dem georgischen Adel. Bis 1913 besuchte er in Tiflis ein Gymnasium, das er mit einer Goldmedaille abschloss. Danach studierte er an der Universität St. Petersburg Physik und Mathematik. Während des Ersten Weltkrieges wurde er 1916 in die Kaiserlich Russische Armee einberufen, was ihn daran hinderte, sein Studium abzuschließen. Merkulow absolvierte einen Einjahreslehrgang an einer Unteroffiziersschule in Orenburg. Zum Fähnrich befördert, diente er in verschiedenen Einheiten, nahm aber an keinerlei Kampfeinsätzen teil. 1918 kehrte er wieder nach Tiflis zurück. Dort arbeitete er als Verwaltungsangestellter an einer Blindenschule.
Ab 1921 war er Mitarbeiter der Geheimpolizei Tscheka bzw. GPU in der Sowjetrepublik Georgien. 1925 trat er in die Kommunistische Partei der Sowjetunion (KPdSU (B)) ein. In der Zeit von 1931 bis 1934 war er ein enger Mitarbeiter von Lawrenti Beria im Parteiapparat der kommunistischen Partei von Georgien und zuständig für den Aufbau der GPU in der Transkaukasischen SFSR. Er wurde Redenschreiber Berias und verfasste in dessen Namen Artikel. Auch schrieb er eine Broschüre mit dem Titel: Berija – Ein treuer Sohn der Partei. Mitte der 1930er Jahre war Merkulow Leiter der Handelsabteilung der Transkaukasischen Sowjetrepublik und von 1937 bis 1938 Leiter der Abteilung für Wirtschaft und Transport beim Zentralkomitee der georgischen Parteiorganisation. Merkulow war leitend an Säuberungsaktionen in Georgien beteiligt, denen besonders während des Großen Terrors Tausende zum Opfer fielen.
Im September 1938 wurde er zum stellvertretenden Leiter der Hauptverwaltung für Staatssicherheit im NKWD und zum Leiter der Dritten Abteilung ernannt. Am 17. Dezember 1938 übernahm er den Posten des Chefs der Hauptverwaltung für Staatssicherheit (GUGB) und wurde zugleich Stellvertreter Berias, der zu dieser Zeit Volkskommissar für die inneren Angelegenheiten war. Diese Position hatte er bis zum 3. Februar 1941 inne. Danach wurde er Leiter des neugegründeten NKGB. Diese Position musste Merkulow bereits nach wenigen Monaten im Juli 1941 räumen, da nach dem deutschen Überfall auf die Sowjetunion die Strukturen der Sicherheitsorgane umorganisiert wurden. Vom 31. Juli 1941 bis zum 14. April 1943 war Merkulow Erster Stellvertretender Volkskommissar für die inneren Angelegenheiten und leitete ab November 1942 gleichzeitig die Erste Abteilung des NKWD. Am 14. April 1943 wurde er zum Volkskommissar für Staatssicherheit der Sowjetunion ernannt und nach Ende des Zweiten Weltkriegs im Juli 1945 zum Armeegeneral befördert. Nach der Umbenennung des NKGB in MGB war er bis Oktober 1946 dessen Leiter. 1947 wurde er zum Leiter der Hauptverwaltung für sowjetisches Vermögen im Ausland ernannt. Nach Stalins Tod im Frühjahr 1953 wurde er Minister für Staatskontrolle.
Am 22. Mai 1953 wurde Merkulow im Zuge der Entmachtung Berias beurlaubt und im September 1953 verhaftet. Die Ermittlungen gegen ihn leitete Generalstaatsanwalt Roman Rudenko. Am 23. Dezember 1953 wurde er durch ein Sondertribunal des Obersten Gerichtshofs zum Tode verurteilt und umgehend erschossen.

## Aufgaben im Geheimdienst
Merkulow führte die Dienstaufsicht über das Laboratorium Nr. 12 des NKWD bei Moskau, in dem Menschenversuche mit Gift und Bakterien durchgeführt wurden.
Zu Beginn des Zweiten Weltkriegs war er verantwortlich für die „Säuberungen“ in Ostpolen, das im September 1939 in Erfüllung des Geheimen Zusatzprotokolls zum Hitler-Stalin-Pakt und unter Missachtung des polnisch-sowjetischen Nichtangriffspaktes von 1932 von der Roten Armee besetzt worden war. Außerdem leitete er die Deportationen von Polen und Ukrainern aus den von der Sowjetunion annektierten Gebieten.
Von 1940 an trieb er die Russifizierung des früheren Ostpolens sowie der ebenfalls annektierten drei baltischen Republiken voran. Im Juni 1941 führte er die Aufsicht über die Deportation von rund 85.000 Familienangehörigen der Militär- und Verwaltungselite der annektierten Gebiete nach Sibirien und Kasachstan.
Er war Leiter der NKWD-Troika, die die kriegsgefangenen polnischen Offiziere und Intellektuellen gemäß Beschluss des Politbüros vom 5. März 1940 ohne jegliches Gerichtsverfahren zum Tode verurteilte und deren Erschießung in Katyn, Smolensk, Kalinin, Charkow und weiteren Orten überwachte. Im Herbst 1943 leitete er die Fälschungen und Manipulationen in Katyn, die die sowjetische Untersuchungskommission unter Leitung von Nikolai Burdenko zum Ergebnis kommen ließen, die Deutschen seien die Täter von Katyn. Ebenso ließ er 1946 durch Haft und Folter Zeugen der sowjetischen Anklage beim ersten der Nürnberger Prozesse vorbereiten.
Als Volkskommissar, später Minister für Staatssicherheit trieb er ab 1943 die Atomspionage in den USA voran, die Anwerbung von Informanten übertrug er zunächst seinem Washingtoner Residenten Wassili Sarubin. Das NKGB konnte unter Merkulows Leitung zahlreiche Informanten in US-Ministerien gewinnen, musste aber auch hinnehmen, dass das FBI einige  Gebäude der sowjetischen Vertretungen in den USA sowie deren Dienstwagen verwanzte.
Merkulow war von 1943 an auch für die Kontrolle der sowjetischen Schriftsteller zuständig. So berichtete er dem Politbüro über die dort veranlassten Attacken der Kulturabteilung des Zentralkomitees auf die Schriftsteller Konstantin Fedin und Michail Soschtschenko.

## Auszeichnungen
- Leninorden 1940
- Orden der Republik Tuwa 1943
- Kutusoworden 1. Klasse 1944
- Rotbannerorden 1944
- außerdem neun Medaillen